# Csigusz
Csigusz (angol nevén: Gary the Snail) a SpongyaBob Kockanadrág című rajzfilmsorozat szereplője. Sokak szerint ő a sorozat legértelmesebb tagja. Eredeti hangja Tom Kenny. Először a sorozat legelső részben, az Alkalmazott kerestetikben jelent meg.
A karakterről készült egy életnagyságú szobor egy Spongyabob ananásza alapján készült villában, amely a Dominikai Köztársaságban található.

## Karaktere
Csigusz egy tengeri csiga, Spongyabob Kockanadrág háziállata. Beszélni nem tud, egyedül macskaszerű nyávogásra képes, ám gazdája megérti, hogy mit akar mondani (Kivéve a Csigusz Beszél c. rész elején). Igazából egy nagyon értelmes csiga, általában előbb jön rá bizonyos dolgokra, mint Spongyabob. Imád westernsorozatokat nézni, mikor gazdája éppen nincs otthon. Spongyabobot nagyon szereti, többször is megmentette az életét - Tunyacsáppal viszont nincs ilyen jó kapcsolatban, mivel szokása megenni annak kerti növényeit, illetve a maga után hagyott csiganyál is sok gondot okozott már Tunyacsápnak. A családjáról nincs információ, bár az Íme a király című epizód szerint rokonságban van Spongyabob barátjával, Csillag Patrikkal. Egy epizódban volt egy rövidke szerelmi kalandja, ám az nem volt sikeres.